# Districtul Al Hizam Al Akhdar
Al Hizam Al Akhdar este un district în Libia. Acest districte are 108.860 locuitori cu o suprafată de 12.800 km².